# Sicorisia breviceps
Sicorisia breviceps är en insektsart som beskrevs av Ronald Gordon Fennah 1965. Sicorisia breviceps ingår i släktet Sicorisia och familjen Dictyopharidae. Inga underarter finns listade i Catalogue of Life.